# Chadd's Ford
Chadd's Ford est un township de Pennsylvanie (États-Unis) située à 30 minutes au sud ouest de Philadelphie et 20 minutes au nord de Wilmington, Delaware. Sa surface totale est de 8,8 km2 et sa population de 3 170 habitants (2000).
La ville est bien connue pour ses peintres tels que Howard Pyle, Frolic Weymouth, et surtout, les Wyeths, une famille artistique qui inclut N. C. Wyeth, Andrew Wyeth, et Jamie Wyeth.  Ces artistes s'étaient inspirés de la beauté naturelle et d'histoire de région, notamment le Brandywine Creek, le paysage de fermes et l'importance de la ville pendant la Bataille de Brandywine.